# Dishui Lake
Dishui Lake (滴水湖; Pinyin: Dīshuǐ Hú) is een station van de metro van Shanghai in het district Pudong. Het station wordt bediend door en is de zuidoostelijke terminus van lijn 16. Het station werd in gebruik genomen op 29 december 2013.
Het ondergronds station met twee eilandperrons en vier kopsporen ligt aan Lingang Avenue (临港大道) tussen Shuiyun Road (水芸路) en Yunjuan Road (云鹃路).  Het station heeft vier uitgangen op straatniveau. Het metrostation is vernoemd naar het nabijgelegen Dishui Lake, een groot kunstmatig meer in de zuidoostelijke tip van Pudong, dat direct ten zuidoosten van het metrostation te vinden is. Het is momenteel het meest zuidelijke en het meest oostelijke station in het netwerk van de metro van Shanghai. Het hoogste vervoerstarief dat moet betaald worden op het metronetwerk, 16 yuan, wordt betaald voor een ticket van Dishui Lake naar Oriental Land, westelijke terminus van lijn 17, en het meest westelijk gelegen metrostation van Shanghai aan het Dianshan Lake in het westen van het district Qingpu.
Een drietal kilometer meer naar het zuidwesten ligt de campus van de Shanghai Maritime University. Voor deze universiteit is Dishui Lake het meest dichtbijgelegen metrostation, maar de campus zelf wordt wel ontsloten met buslijnen die de lokale verplaatsing kunnen bieden. Direct ten westen van die campus ligt het noordelijk brughoofd en de tolzone van de Donghai-brug.